# Lars G. Sandberg
Lars G. Sandberg, född 20 juni 1939 i Uppsala, död 29 september 2020 i Columbus, Ohio, USA, var en svensk-amerikansk professor i ekonomisk historia.
Sandberg växte upp i Uppsala, men flyttade med sin familj till New York 1948 där fadern Gunnar Sandberg (f. 1902) arbetade som folkrättsexpert vid FN. Modern var Laila (f. Dillner 1907).
Sandberg tog examen vid Harvard College 1961, och forskarutbildade sig vid Harvard University. Han avlade doktorsexamen 1964. Han undervisade därefter i ekonomi vid både Harvard och Dartmouth College i Hanover, och blev professor vid Ohio State University 1970, där han stannade till sin pensionering 1995. Han fortsatte dock att undervisa som adjungerad professor efter sin pensionering. 1996–2000 var han även adjungerad professor vid Ekonomisk-historiska institutionen vid Uppsala universitet.
Sandberg gifte sig 1963 med Joyce Bigelow.